# Deer Vale
Deer Vale är en ort i Australien. Den ligger i kommunen Bellingen och delstaten New South Wales, i den sydöstra delen av landet, omkring 410 kilometer norr om delstatshuvudstaden Sydney. Orten hade 163 invånare år 2016.
Närmaste större samhälle är Dorrigo, omkring 16 kilometer öster om Deer Vale. 